# Peter Lundberg

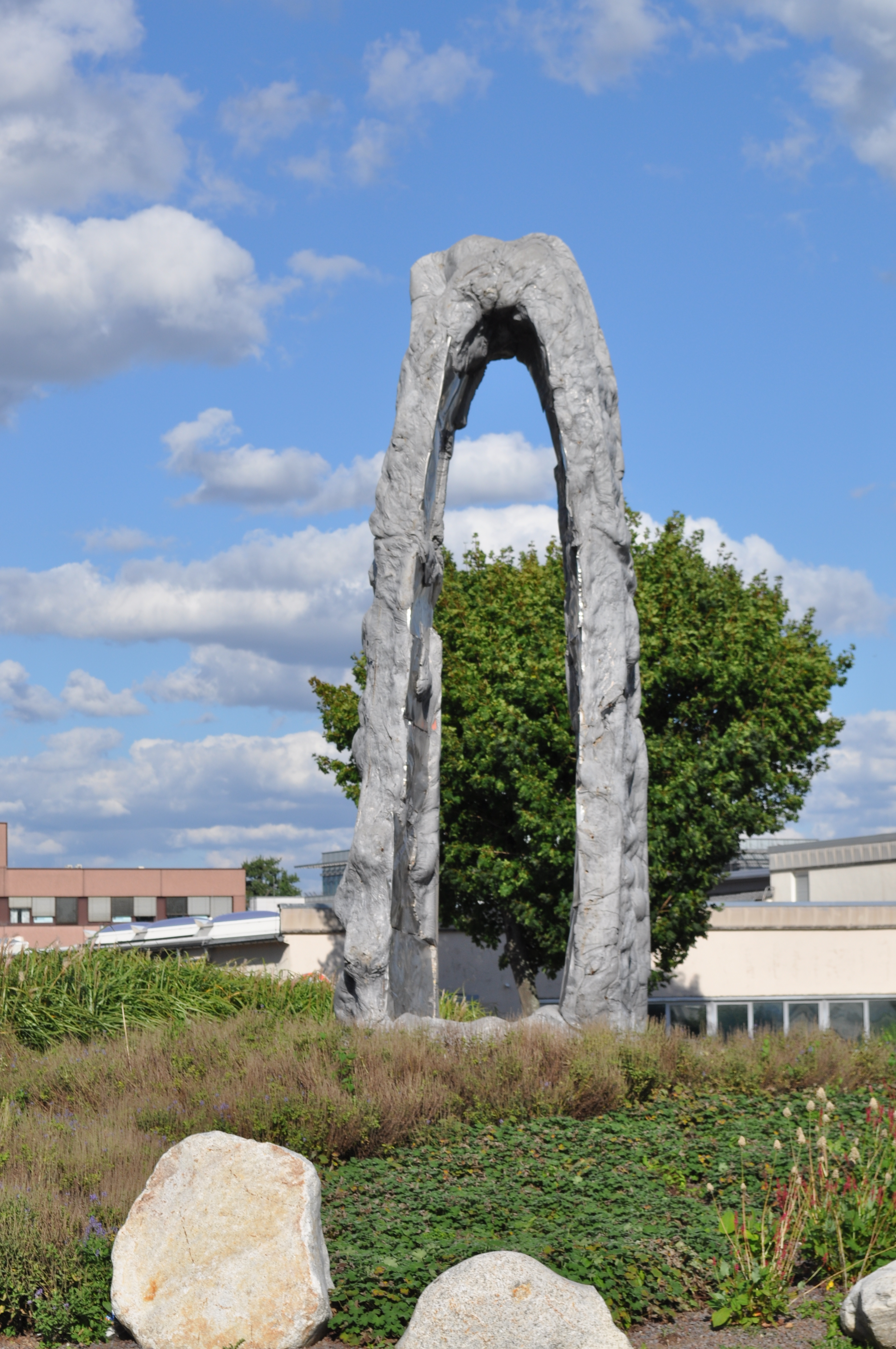
Hua, Eschborn

Peter Lundberg (* 1961 in Green Bay, Wisconsin, USA) ist ein US-amerikanischer Bildhauer.

## Leben und Werk
Lundberg ist der Sohn von schwedischen Immigranten. Er besuchte von 1979 bis 1982 das Skidmore College in Saratoga Springs. Von 1979 bis 1982 studierte er Mathematik und Physik, von 1983 bis 1985 Bildhauerei am Bennington College in Bennington in Vermont. Er war von 1994 bis 1997 „artist in residence“ am Socrates Sculpture Park in Long Island City im Stadtteil Queens von New York City und beteiligt an der Gründung 1995 des Connecticut Sculpture Park in Bridgeport in Connecticut. Von 1994 bis 2000 war Lundberg Assistent des Bildhauers Mark di Suvero und seit 1996 dessen diplomierter Kranführer, wie auch 2001 bei John Raymond Henry. Außerdem arbeitete Lundberg in Schweden und Deutschland. Von 1997 bis 2000 war Lundberg Restaurator für die Alexander Calder Foundation.
Der Künstler wohnt und arbeitet in Bomoseen Rutland County in Vermont und in Nürnberg. Seine monumentalen Skulpturen kreiert er in, manchmal auch rotem, Beton und Stahl.

## Werke (Auswahl)
- 1996 Curl, Pratt University in New York City
- 1996 Wild Slide, Saint Paul (Minnesota)
- 1997 Daquuigi[1], Seaside Park in Bridgeport
- 1999 Where in Geometry (Stahl), Skulpturenpark Grounds for Sculpture in Hamilton
- 1998/2002 Now Euclid, George Washington Bridge in New York City
- 2002 Ingemar, Storm King Art Center in Mountainville
- 2003 Vinga, Saratoga Springs
- 2003 Dancing with Torsten, Skulpturenweg Hudson River Sculpture Trail (seit 2004) in den Stadtteilen von New York City Haverstraw und Saratoga im Staat New York
- 2003 Figure 8, Hudson River Sculpture Trail (seit 2005)
- 2004 Vevring, Vevring in (Norwegen)
- 2005 Figurengruppe, am Ausgang des Holland Tunnels in Manhattan
- 2006 Mississippi Gateway, New Orleans Museum of Art in New Orleans[2]
- 2006 Freya, Salem Art Works and Cary Lane Sculpture Park in Salem[3]
- 2007 Portrait of a Man and a Woman, Hauptbahnhof in Nürnberg (Erster Preis: „Haltestelle Kunst“)
- 2007 Utlunta, Cashiers Sculpture Park in Cashiers, (North Carolina)
- 2008 Hua, Skulpturenachse in Eschborn
- ---- One Sculpture[4], campus Xavier University of Louisiana in New Orleans
- ---- Looking to Sea[5], Riis Landing, Jamaica Bay in New York City